# Meiningen (Austria)
Meiningen è un comune austriaco di 2 148 abitanti nel distretto di Feldkirch, nel Vorarlberg.